# Équipe des îles Vierges des États-Unis féminine de volley-ball
L’équipe des Îles Vierges des États-Unis de volley-ball féminin est composée des meilleures joueuses des îles sélectionnées par la Fédération des Îles Vierges des États-Unis de Volleyball (US Virgin Island Volleyball Association, USVIVA). Elle n'est actuellement pas classée par la FIVB au 15 janvier 2010.

## Sélection actuelle
Sélection pour les qualifications aux Championnats du monde 2010.

Entraîneur :  Lucille R. Hobson ; entraîneur-adjoint :  Desiree L. Miranda

## Palmarès et parcours

### Palmarès
Néant.

### Parcours

#### Championnat d'Amérique du Nord
| - 1969 : Non qualifié - 1971 : Non qualifié - 1973 : Non qualifié - 1975 : Non qualifié - 1977 : 9e - 1979 : Non qualifié - 1981 : Non qualifié - 1983 : Non qualifié - 1985 : 10e - 1987 : 6e | - 1989 : 9e - 1991 : Non qualifié - 1993 : Non qualifié - 1995 : Non qualifié - 1997 : Non qualifié - 1999 : Non qualifié - 2001 : Non qualifié - 2003 : Non qualifié - 2005 : Non qualifié - 2007 : Non qualifié | - 2009 : Non qualifié |